# Armenia (El Salvador)
Armenia es un distrito del municipio de Sonsonate Este del departamento de Sonsonate, El Salvador. De acuerdo al censo salvadoreño de 2024, tiene una población de 35 926 habitantes. Limita con los distritos de Ciudad Arce y El Congo al norte, con San Julián al oeste, con Sacacoyo al este y con Tepecoyo al sur.
| Censo | Población | Cambio | Porcentaje |
| ----- | --------- | ------ | ---------- |
| 2007  | 34 912    | N/D    | N/D        |
| 2024  | 35 926    | 1 014  | 2.9%       |

## Etimología
Su nombre primitivo era «Guaymoco», también escrito «Guaimoco». En idioma náhuat tal toponímico significa: "donde está el adoratorio de las ranas", pues proviene de guay, rana; mumuz (o mu en forma incluida), adoratorio y co, en, donde está algo (sufijo locativo), lugar de  los árboles gigantes, 

## Historia
La localidad es de origen prehispánico. Sus habitantes originales eran indígenas pipiles. Para 1550 había en Guaymoco unos 1.200 habitantes.  Durante la colonia española formó parte de la Alcaldía Mayor de Sonsonate. En esa época era un poblado importante y económicamente próspero, ya que producía cacao, bálsamo, maíz, chile y frijoles. 

### Post-independencia
En 1824 se anexó al departamento de Sonsonate.
El 6 de septiembre de 1859 bajo un informe municipal fue nombrado San Silvestre Armenia 
En el temblor del 8 de diciembre de 1859, fueron destruidas algunas casas.

#### Título de Villa
Durante la administración del presidente Rafael Zaldívar y en consideración al "adelanto moral y material que se opera en Armenia", las Cámaras Legislativas le otorgaron el título de villa, por Decreto de 22 de febrero de 1881.

#### Título de Ciudad
En el 9 de septiembre de 1919, en la 27ª sesión extraordinaria de la Asamblea Nacional Legislativa, se dio lectura al dictamen favorable de la Comisión de Gobernación recaído en la iniciativa del poder ejecutivo sobre que se le conceda el título de ciudad a la villa de Armenia y, puesto a discusión fue aprobado y la Asamblea decretó conferir el título de ciudad; en la siguiente sesión celebrada el día siguiente, se dio lectura al decreto y fue aprobado; el decreto legislativo sería firmado por el presidente Jorge Meléndez en el mismo día 10 de septiembre.

#### De Municipio a Distrito
El 1 de junio de 2023, el presidente Nayib Bukele propuso, mientras rendía su informe de cuarto año de Gobierno, la reducción de los concejos municipales a 44. Los antiguos 262 municipios pasaron a ser distritos dentro de los nuevos municipios.
El 13 de junio de 2023 la Asamblea Legislativa de El Salvador aprobó la Ley Especial para la Reestructuración Municipal, con la cual oficialmente se redujeron los municipios a 44 mediante la fusión de varios antiguos municipios. La nueva ley (decreto legislativo 762), fue ratificada por el presidente Nayib Bukele el 14 de junio y publicada el mismo día en el Diario oficial N.º 110, Tomo N.º 439
A raíz de este cambio en la organización territorial de El Salvador, pasa a ser parte del nuevo municipio Sonsonate Este, junto a Izalco, San Julián, Caluco, Santa Isabel Ishuatán y Cuisnahuat, convirtiéndose en un distrito.

## Información general
El distrito tiene una extensión de 65,64 km² y la cabecera una altitud de 515 m s. n. m. El topónimo Guaymoco o Guaymúcuz tiene varios significados: «Lugar de la gran apedreada», «En el gran oratorio del camino», «Árboles Gigantes», o «En el lugar donde está el adoratorio de las ranas».

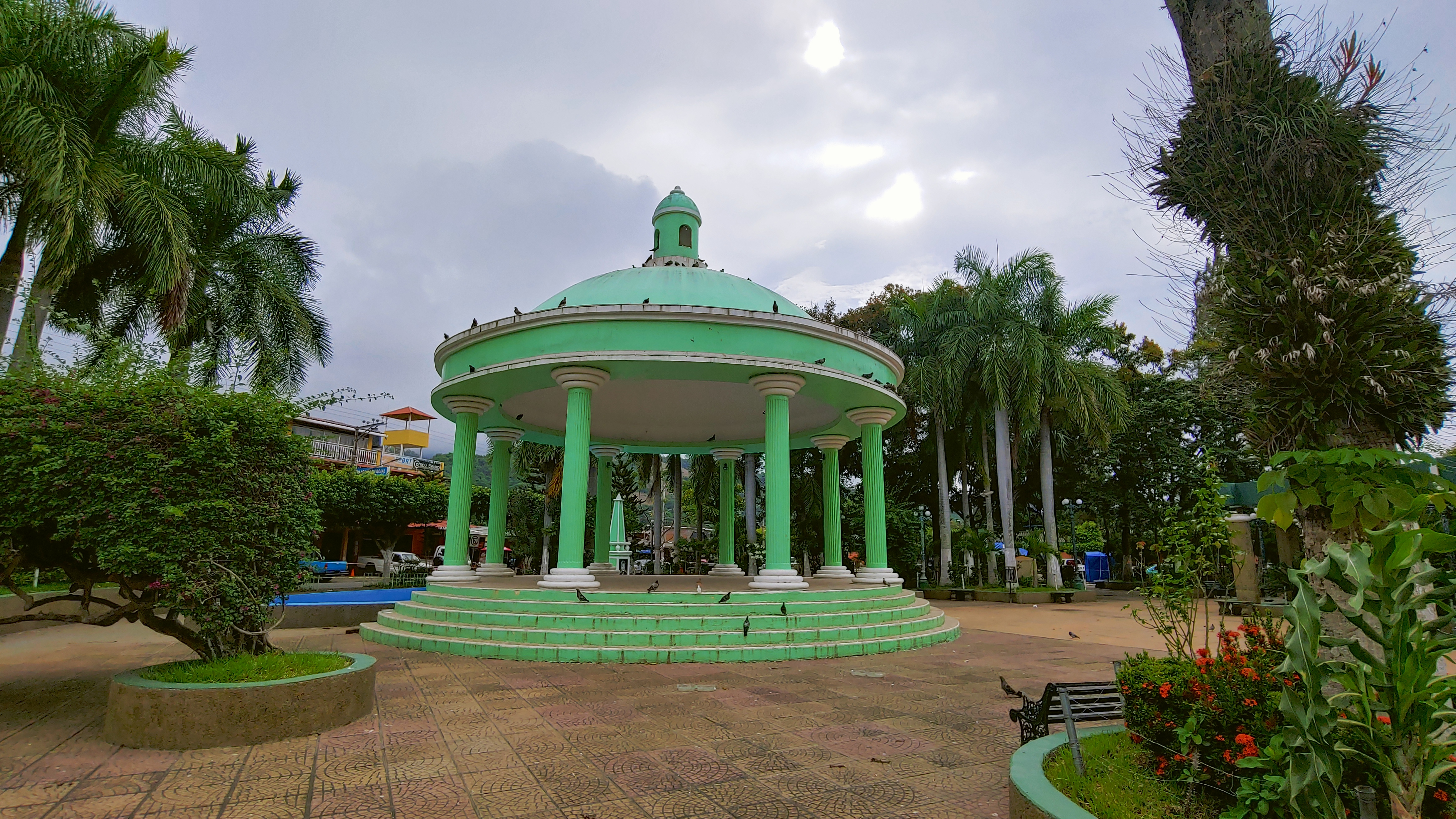
Parque Central de Armenia

## Administración
Para su administración Armenia se encuentra dividido en 9 cantones y 30 caseríos. Siendo sus cantones: 
- Azacualpa
- El Cerro
- El Guayabo
- El Rosario
- La Puerta
- Las Crucitas
- Las Tres Ceibas
- Los Mangos
- Valle Nuevo

## Educación
De acuerdo a la base de datos del Ministerio de Educación de El Salvador, el distrito de Armenia cuenta con instituciones educativas públicas y privadas que van desde parvularia hasta bachillerato.

## Personalidades destacadas

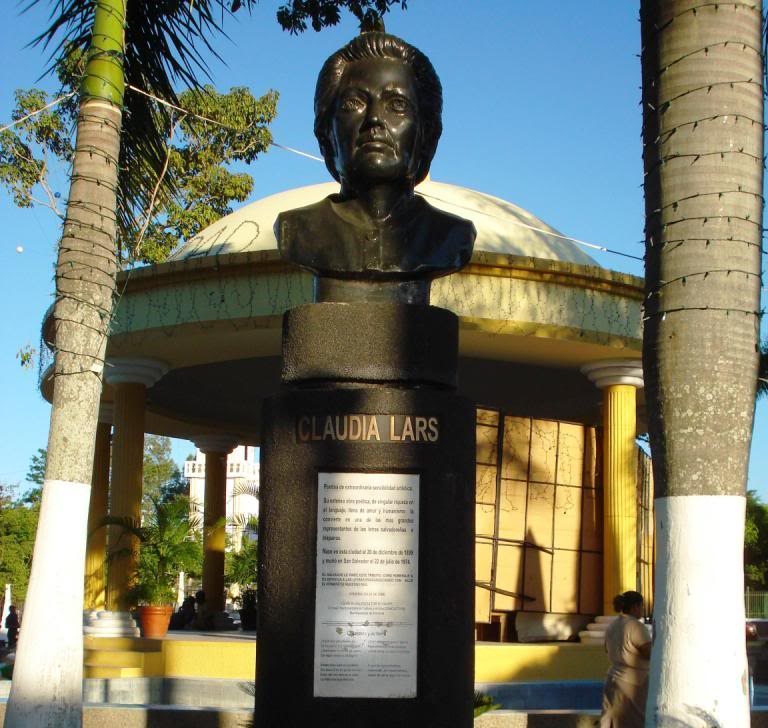
Busto de Claudia Lars en Armenia, Sonsonate. Claudia Lars (1899-1974), fue escritora, periodista, editora, locutora, traductora y exiliada política.

De Armenia son originarias la poetisa Claudia Lars, y la escritora Consuelo de Saint-Exupéry, esposa del escritor francés Antoine de Saint-Exupéry, autor de la obra El Principito; y el músico y compositor Rafael Barrientos, fundador de la Orquesta Internacional de Lito Barrientos.

## Arqueología
En el cerro de Nanahuatzín, al Sur de Armenia, hay restos precolombinos. En el paraje denominado Azacualpa, al oeste de Armenia, quedan las ruinas del pueblo de Miahuatlán, conquistado por Pedro de Alvarado el 16 de junio de 1524.